# El pensador de Cernavodă
El pensador de Cernavoda, també anomenat El pensador d'Hamangia (en romanès: Gânditorul de la Hamangia), o col·lectivament El pensador i la dona asseguda, és un objecte arqueològic, una escultura de terracota. Sembla que aquesta estatueta neolítica es remunta a la cultura d'Hamangia, que va existir en el que hui és Romania al voltant de l'any 5000 abans de la nostra era. L'escultura El pensador representa una figura asseguda, sovint interpretada com un pensador per la seua postura contemplativa.

## Descobriment
Al voltant del 5000 ae, en el que hui és Dobrudja, a Romania, la regió occidental de la mar Negra esdevingué la llar de les primeres comunitats humanes. Aquests colons s'embarcaren en un llarg viatge provinent d'Anatòlia i els arqueòlegs comunament s'hi refereixen com la cultura Hamangia, dita així per ser Hamangia el lloc on se'n descobriren restes per primera vegada. Portaven amb si una ceràmica negra polida i les seues figuretes de coll llarg.
Desenterrades al 1956 a prop de Cernavodă, al sud-est de Romania, aquestes estatuetes de ceràmica es trobaren dins un vast cementeri de la civilització Hamangia. Aquesta cultura tenia la tradició d'enterrar els morts en àrees conegudes com a necròpolis, sovint acompanyats d'articles funeraris com ara ceràmica, petxines, objectes d'or i figuretes com El pensador. El pensador i la seva companya, La dona asseguda, aparegueren en una necròpoli que conté unes 400 tombes.
La figura d'El pensador està feta de terracota i representa una persona asseguda amb la barbeta recolzada en una mà, i això suggereix una profunda contemplació. L'estatueta fa 11 cm d'alçada. Aquesta postura transmet inequívocament una disposició meditativa. I recorda tipus intemporals semblants, com ara el Pensador Karditsa del Neolític, o el Pensador des de Yehud de l'edat del bronze mitjà II.
La dona asseguda, d'altra banda, assumeix una postura contemplativa col·locant totes dues mans damunt una sola cama mentre seu directament en terra, sense cap cadira. La seua cama esquerra s'estén cap a fora, i la dreta la té doblegada, els malucs estan clarament delineats i la seua expressió facial és també evocadora.

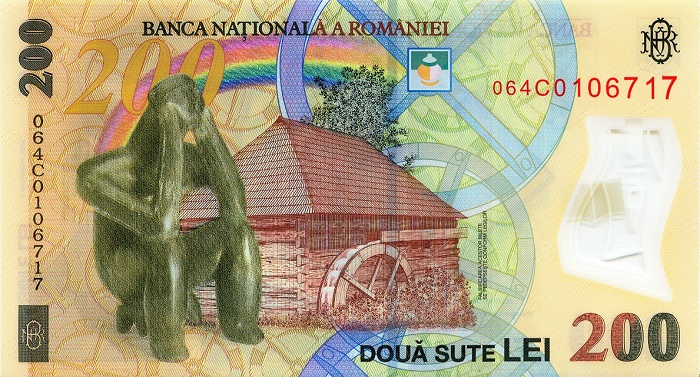
Revers del bitllet de 200 leus romanesos amb El pensador

En general, l'art antic de les societats prealfabetitzades tendia a representar temes com la caça i la fertilitat, i sovint presentava figures femenines de Venus sense rostre amb natges i sines exagerades. En sorprenent contrast, aquestes figures irradien vitalitat i profunda emoció. Alguns arqueòlegs han proposat una relació entre les figuretes i la contemplació de la vida i la mort, sobretot tenint en compte que aparegueren en un cementeri. El pensador apareix en el revers del bitllet de 200 leus romanesos des del 2006.
Des del 2005, El pensador i La dona asseguda s'exposen al Museu d'Història Nacional de Romania de Bucarest. El 2019, les estatuetes neolítiques de la cultura d'Hamangia (5000-4600 ae), El pensador i La dona asseguda, es mostraren al Museu Curtius de Lieja durant la celebració d'Europalia.

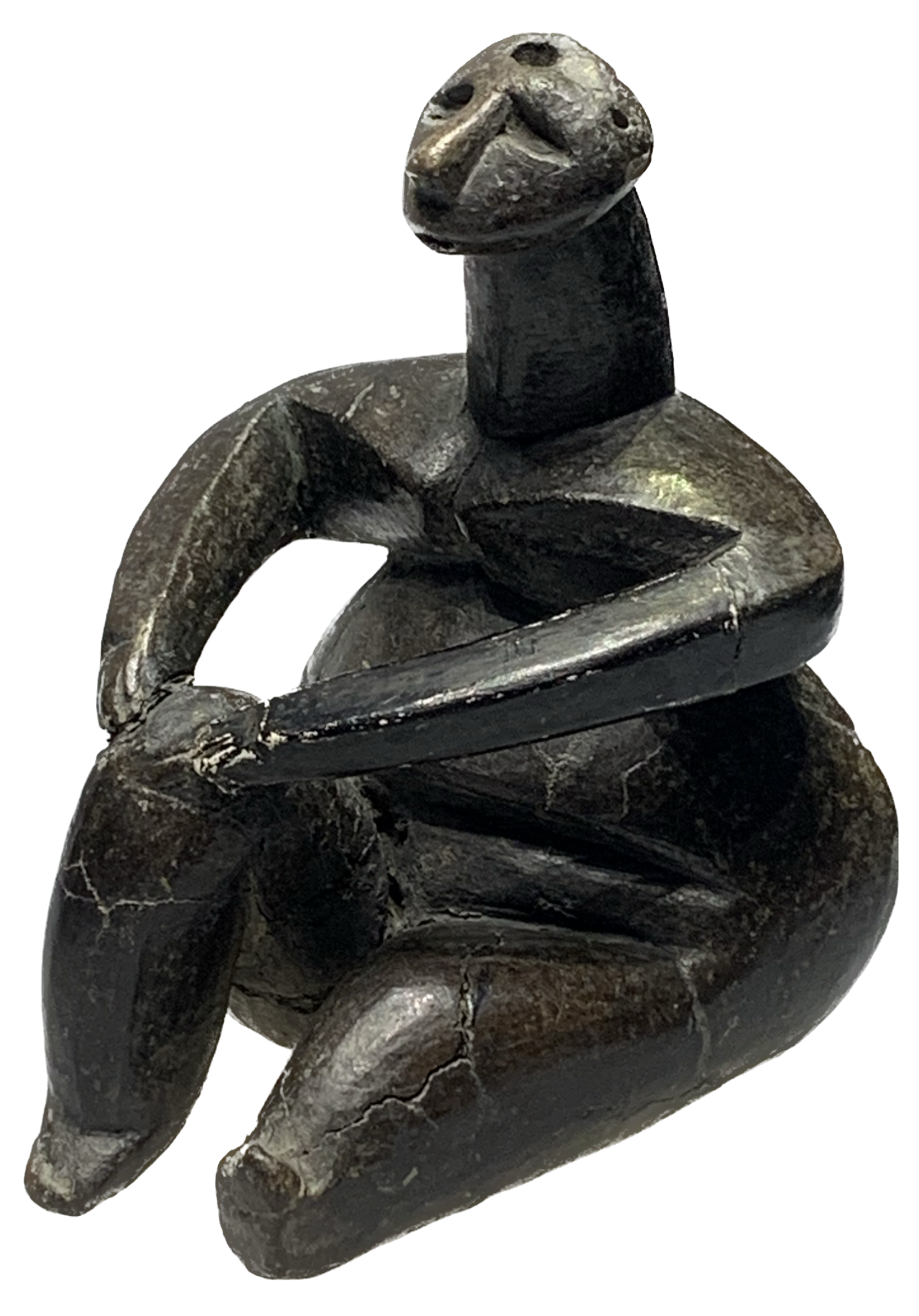
Figura femenina, La dona asseguda
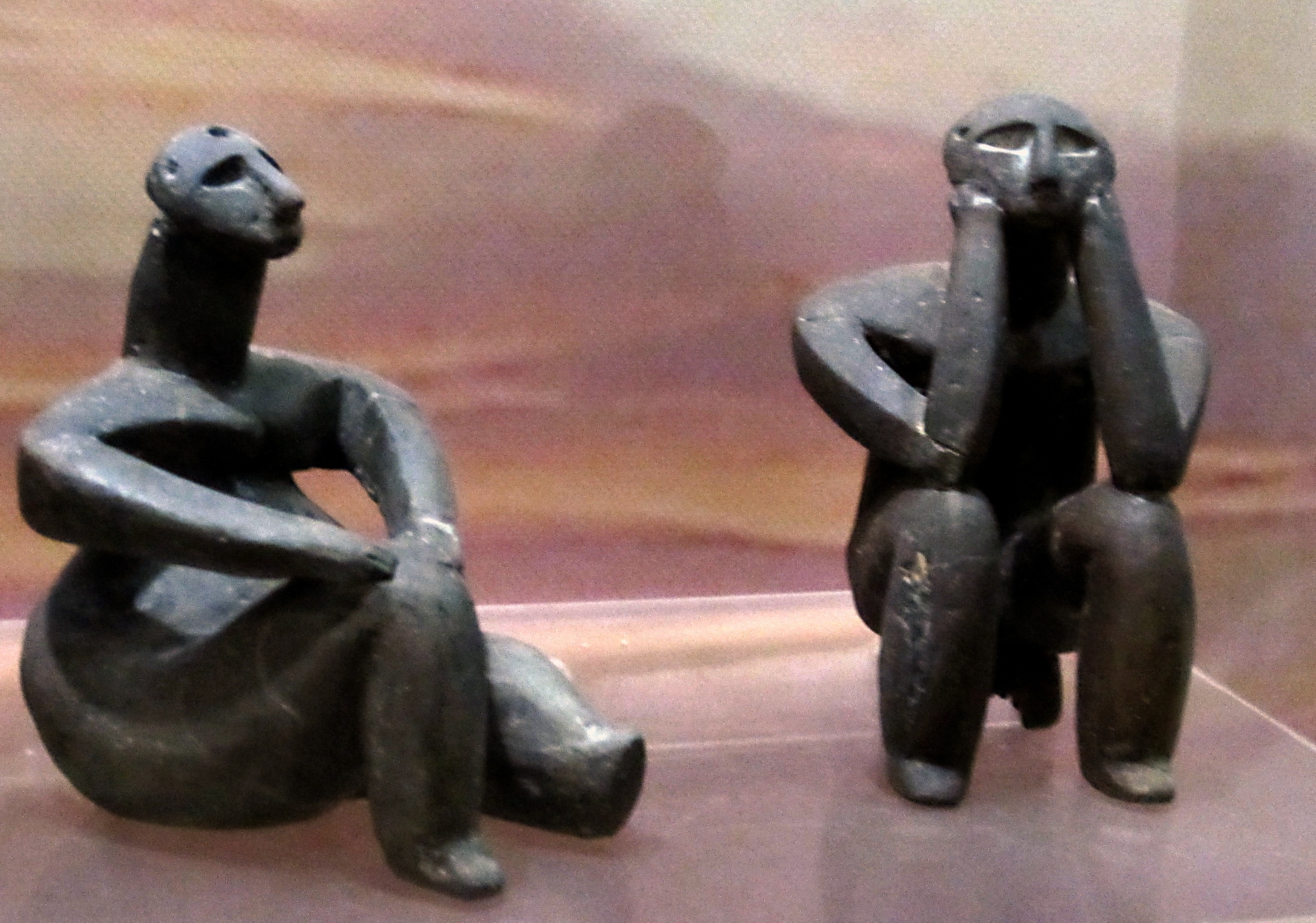
El pensador i La dona asseguda
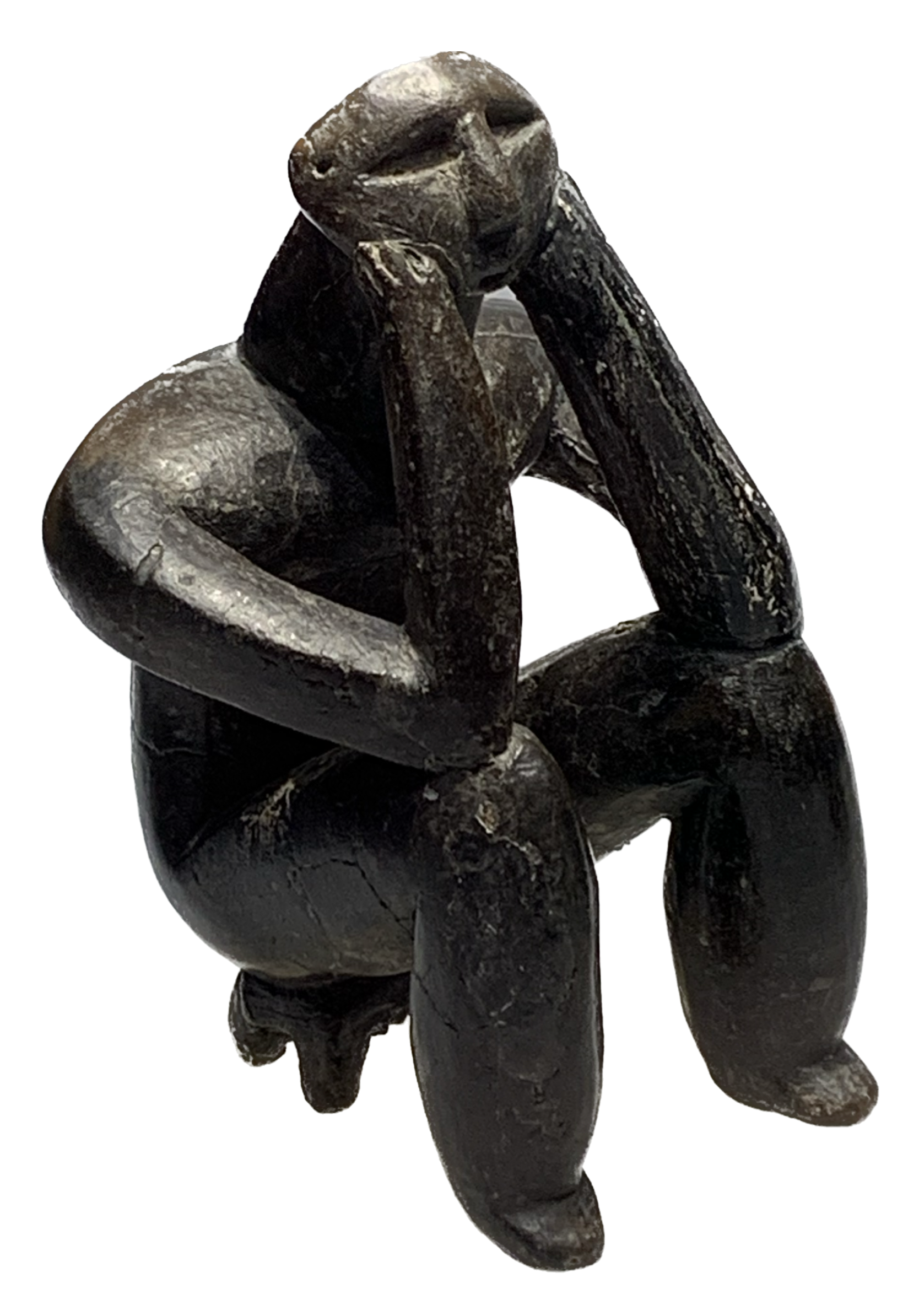
Figura masculina, El pensador
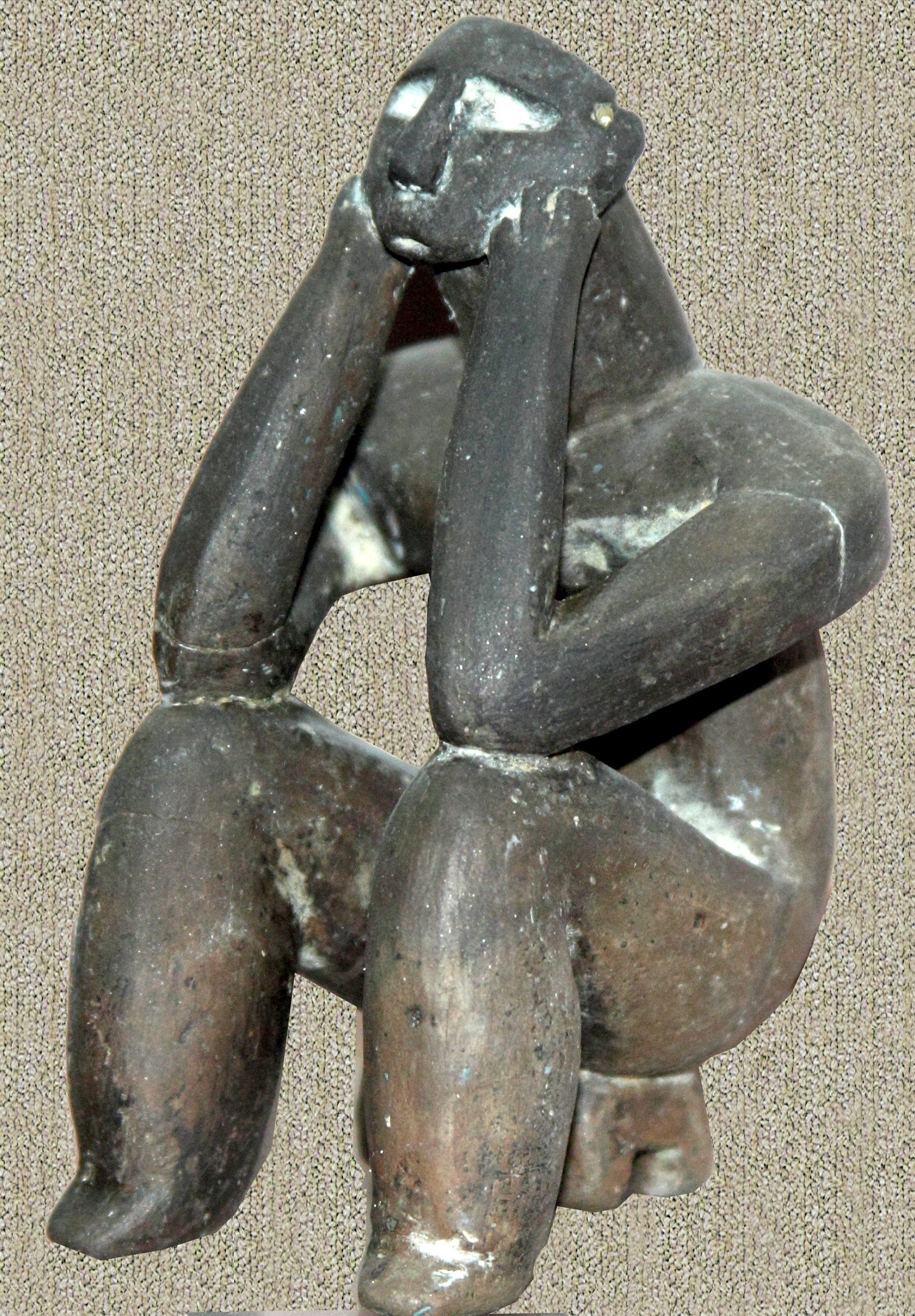